# Minamatska bolezen
Minamatska bolezen je bolezen zaradi zastrupitve z organskimi spojinami živega srebra. Prvič je bila izpričana pri prebivalcih ob zalivu Minamata na Japonskem po uživanju rib, kontaminiranih z metiliranim živim srebrom. Kaže se kot toksična nevroencefalopatija. Simptomi vključujejo ataksijo, odrevenelost v rokah in nogah, splošno oslabelost mišic, zoženje vidnega polja in poškodbe sluha ter govora. V skrajnih primerih se lahko pojavi neprištevnost, paraliza, koma in smrt. Sledijo si v nekaj tednih po pojavu simptomov. Prirojena oblika bolezni lahko vpliva tudi na plod v maternici.
Minamatsko bolezen so prvič odkrili leta 1956 v mestu Minamata v prefekturi Kumamoto na  Japonskem. Bila je posledica sproščanja metiliranega živega srebra v industrijske odpadne vode kemične tovarne Chisso Corporation, kar se je dogajalo med letoma 1932 in 1968. Ta zelo strupena kemikalija se je kopičila v lupinarjih in ribah v zalivu Minamata in morju Shiranui in povzročila zastrupitev z živim srebrom pri tamkajšnjih prebivalcih, ki so se prehranjevali s kontaminiranimi morskimi živalmi. Število smrti mačk, psov, svinj in ljudi je bilo povečano 36 let, vendar sta vlada in podjetje naredila le malo za zaščito prebivalstva. Izraziti učinki, ki so se pojavljali pri prizadetih mačkah, so dali bolezni tudi ime »vročica plešočih mačk.«
Do marca 2001 je bilo uradno priznanih 2.265 bolnikov (od tega jih je 1.784 umrlo) in več kot 10.000 oseb je prejelo denarno odškodnino od podjetja Chisso. Do leta 2004 je podjetje Chisso Corporation plačalo 86.000.000 $ odškodnine, v istem letu je bilo podjetju naloženo, da počisti onesnaženje.. 29. marca 2010 je bila dosežena poravnava za nadomestilo za dotlej še ne potrjene obolele osebe..
Drugi izbruh minamatske bolezni se je pojavil v prefekturi Nigata leta 1965. Prvotna minamatska bolezen in izbruh v Nigati sta dve od štirih velikih bolezni onesnaževanja na Japonskem (poleg bolezni Itai-itai zaradi zastrupitve s kadmijem in astme Yokkaichi zaradi onesnaženja z žveplovim dioksidom.